# Michael Freedman
Pour les articles homonymes, voir Freedman.
Michael Hartley Freedman (né en 1951) est un mathématicien américain. En 1986, il a reçu la médaille Fields pour son travail sur la conjecture de Poincaré, un des grands problèmes du XXe siècle. Il rejoint Microsoft en 1997.

## Formation et carrière
Freedman est né le 21 avril 1951 à Los Angeles en Californie. Son père, Benedict Freedman (en), est ingénieur en aéronautique, musicien, écrivain et mathématicien. Sa mère, Nancy Freedman (en), est actrice Ses parents ont co-écrit une série de romans ensemble. 
Michael Freedman entre à l'université de Californie à Berkeley en 1968 et abandonne ce cursus après 2 semestres. La même année, il envoie une lettre à Ralph Fox, alors mathématicien à Princeton, et est admis directement à la graduate school de l'université de Princeton où il obtient son doctorat en 1973 avec sa thèse intitulée Codimension-Two Surgery, rédigée sous la supervision de William Browder. Après l'obtention de son diplôme, Freedman obtient un poste de maître de conférences au département de mathématiques de l'université de Californie à Berkeley, qu'il occupe de 1973 à 1975, quand il devient membre de l'Institute for Advanced Study (IAS) à Princeton. En 1976 il est nommé professeur assistant au département de mathématique de l'université de Californie à San Diego. Il passe l'année 1980-81 à l'IAS, puis retourne à l'UC San Diego, où en 1982 il est promu professeur. Il occupe la chaire Charles Lee Powell de mathématiques à l'UC San Diego en 1985.

## Travaux
La conjecture de Poincaré, démontrée en 2003 par Grigori Perelman, est l'assertion suivante : « une variété de dimension 3 compacte et simplement connexe est une sphère ». La version en dimension n est que toute variété qui est équivalente par homotopie à une n-sphère est une n-sphère. Le cas n supérieur ou égal à 5 avait été démontré par Stephen Smale en 1961, et le cas n=4 le fut par Freedman en 1982.

## Prix et distinctions

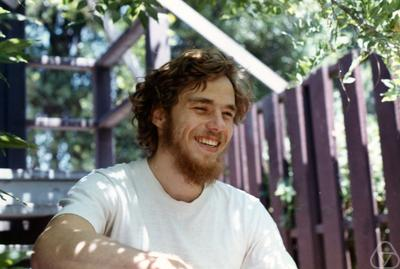
Michael Freedman en 1973.

Freedman a reçu de nombreuses récompenses dont une bourse Sloan (1980) et une bourse Guggenheim (1994), le prix MacArthur (1984) et la National Medal of Science (1987). En 1986 il reçoit le prix Oswald-Veblen, la même année ainsi que la médaille Fields.
Il a été élu membre de l'Académie nationale des sciences depuis 1984, de l'Académie américaine des arts et des sciences depuis 1985 et de l'American Mathematical Society. Il travaille actuellement chez Microsoft Research à l'université de Californie à Santa Barbara, où son équipe est impliquée dans le développement de l'ordinateur quantique topologique (en).
En 1998 il est conférencier invité au congrès international des mathématiciens à Berlin (« Topological views on computational complexity ») après l'avoir déjà été en 1983 à Varsovie (« The disk theorem for four-dimensional manifolds »).

## Publications
- Michael Hartley Freedman, « The topology of four-dimensional manifolds », Journal of Differential Geometry, vol. 17, no 3,‎ 1982, p. 357–453 (ISSN 0022-040X, MR 679066, lire en ligne)
- « Z2-systolic-freedom ». Proceedings of the Kirbyfest (Berkeley, Californie, 1998), p. 113–123 (electronic), Geom. Topol. Monogr., 2, Geom. Topol. Publ., Coventry, 1999.
- The disk theorem for four-dimensional manifolds. Proceedings of the International Congress of Mathematicians, vol. 1, 2, p. 647–663, PWN, Varsovie, 1983.
- avec Frank Quinn, Topology of 4-manifolds, Princeton Mathematical Series, vol. 39, Princeton University Press, Princeton (New Jersey), 1990.  (ISBN 0-691-08577-3)
- (en) Michael Freedman, David A. Meyer et Feng Luo, « Z2-systolic freedom and quantum codes », Mathematics of quantum computation,‎ 2002, p. 287–320 , Comput. Math. Ser., Chapman & Hall/CRC, Boca Raton (Floride).
- (en) Michael Freedman, « Least area incompressible surfaces in 3-manifolds », Invent. Math., vol. 71, no 3,‎ 1983, p. 609–642.
- (en) Michael Freedman, Zheng-Xu He et Zhenghan Wang, « Möbius energy of knots and unknots », Ann. of Math, vol. 139, no 1,‎ 1994, p. 1–50.